# Aşağıkaraman, Konyaaltı
Aşağıkaraman là một xã thuộc huyện Konyaaltı, tỉnh Antalya, Thổ Nhĩ Kỳ. Dân số thời điểm năm 2011 là 1.4 người.